# Montesas
Die Montesas (ehemals Tijuana Tex and The Cowbones) sind eine Rockabilly-, Sixties-Beat-, Garage-Rock- und Surf-Band aus Kassel. Die 1998 gegründete und aus vier Mitgliedern plus zwei Background-Sängerinnen, den Montesitas, bestehende Formation inszeniert sich auch optisch stringent im Look der frühen Starclub-Ära. Vor allem aufgrund ihrer zahlreichen Club- und Festival-Liveauftritte hat sich die Gruppe einen Ruf als eine der führenden Sixties-Retrobands in Deutschland erspielt.

## Bandgeschichte
Die Montesas formierten sich 1998 in Kassel. Gründer war der gebürtige Katalane Marcel Bontempi, der mit der EP Deep Blue Sea & Other Songs bereits im Jahr zuvor eine Veröffentlichung eingespielt hatte. Wie Bontempi brachten auch die anderen Gruppenmitglieder musikalische Erfahrungen aus anderen Formationen in die Band mit ein. Neben Rockbilly kristallisierte sich vor allem der Beat-, Twist- und Rhythm-and-Blues-Sound der frühen 1960er als zentraler Musikstil heraus. Als weitere Stilbestandteile hinzu kamen Ska, Garage Rock sowie instrumental gespielte Surfnummern. Erste Veröffentlichung der Gruppe war eine Single mit der Eigenkomposition Voulez-vous coucher avec moi? (2000) bei Larsen-Records, Frankreich. Die bandtypische Mischung aus eigenen Stücken und Fremdinterpretationen enthielt auch die erste reguläre LP/CD. Hipsville Teen Party aus dem Jahr 2001 erschien zunächst bei Larsen-Records in Vinyl und bei Kamikaze Records (mit leicht abgeänderter Songlist) als CD; später presste Kamikaze-Records die Vinyl-Version nach, aber mit der gleichen Songliste wie auf der Kamikaze-CD gleichen Namens. Die „Larsen-Pressung“ blieb limitiert auf 1.000 Stück und enthielt die Songs Do Me Love und Hipsville Twist. Positive Kritiken erhielt die Erstveröffentlichung unter anderem von dem renommierten Musikmagazin Rolling Stone sowie dem Punk-and-Garage-Fanzine Ox. Die Late-Lounge-Redaktion von hr3 kürte den Erstling der Band zur „Platte des Monats“.
Die zweite Veröffentlichung aus dem Jahr 2003, Midnight Beat, orientierte sich im Wesentlichen am Konzept des Vorgängers. Sie enthielt den üblichen Stilmix der Band – von Ska-beeinflussten Nummern wie Midnight Beat bis hin zu rauem, ungeschliffenem Sixties-Garage im Stil der B-52’s (Igor’s Party). Im Folgejahr veröffentlichte die Band eine Single mit zwei deutschsprachigen Tracks (Girl, du machst mich so an! und So wunderschön). Den gewohnten, durchgängig wieder englischsprachigen Sound offerierte auch die dritte Langveröffentlichung aus dem Jahr 2005, die CD Rockers … Shakers! Ebenso das bislang letzte Album der Band, Wrong Side of Town aus dem Jahr 2010, welches unter anderem auch das als Videoclip eingespielte Stück Do the Slide enthielt. Beteiligt waren an der vierten Studioproduktion einige namhafte Gastmusiker – darunter Martin Wenk von der US-Band Calexico.
Neben den regulären Veröffentlichungen veröffentlichte die Gruppe einige Singles und EPs als Limited Edition oder Special Edition. Neben der stark surflastigen EP Aloha from Alpha Centauri (2010) erschienen auch von Frontmann Marcel Bontempi mehrere EPs.
Als stark Livekonzert-lastige Formation absolvierten die Montesas zahlreiche Club- und Festivalauftritte in Deutschland, der Schweiz, Frankreich, Spanien, Italien, Holland, Norwegen, Schweden, Dänemark, England und Belgien – teils in der Kerngruppen-Besetzung (vier Mitglieder mit den Instrumenten E-Gitarre, E-Bass, Hammond-Orgel und Schlagzeug), teils in erweiterter Formation mit der Mini-Backgroundgruppe Montesitas. Alleinstellungsmerkmale der Gruppe sind neben dem auf die frühen 1960er-Jahre zugeschnittenen Stilmix vor allem die zur Epoche passende Optik. Von Bandgründer Bontempi abgesehen präsentieren sich die Bandmitglieder lediglich unter Phantasienamen (Oliver Twist, Boogaloo Bix und Stempel Mobilux sowie, für die Montesitas, Nina Soleil und Ira Lee). In der allgemeinen Außenpräsentation setzt die Band das Mittel der Ironisierung ebenfalls stark als Stilisierungsmittel ein.

## Stil und Rezeption
Einen größeren kommerzieller Erfolg – sowie einen entsprechenden Widerhall in den großen Leitmedien – konnte die Gruppe bislang nicht verbuchen. Trotzdem erhielt sie im Lauf ihrer Existenz zahlreiche positive Rückmeldungen – vor allem in der begleitenden Veranstaltungs-Berichterstattung in lokalen Blättern, in Stadtmagazinen sowie in Nischen-Musikmagazinen, Musikblogs und Fanzines. Das Journal Frankfurt schrieb anlässlich eines Konzerts in der Region: „So klingt Le Beat Du Sixties, yé yé...“ Ähnlich positiv bewertete auch die Frankfurter Rundschau die Live-Qualitäten der Gruppe: „Die Band auf der Bühne heißt auch nicht Beatles, sondern The Montesas und stammt aus Kassel. Und genau genommen hat das Konzert auch ziemlich wenig mit Urwaldgetöse zu tun, sondern mit enthusiastisch gespieltem Rhythm & Blues, Boogaloo-Instrumentals, viel britischem Beat aus den Sechzigern und auch ein klein wenig mit frankophilem Roque'n'Role.“ Anlässlich einer Rezension von Hipsville Teen Party verglich auch das Musikmagazin Rolling Stone den Sound der Band mit demjenigen der frühen Beatles: „Die Montesas sind die Anti-Beatles. Steht so im Presse-Info der Trashband um den Katalanen Marcel Bontempi. Und meint, das der Montesas-Beat zwar wie jener der frühen Fab Four um Rock ’n’ Roll zentriert, um Twist und Hully Gully und laute Gitarren, aber eben nie geschliffen und auf Masse getrimmt wurde.“
Von den Musikern selbst wird die bandeigene Inszenierung mal humoristisch, mal auch ernsthafter kommentiert. Gegenüber dem Rockabilly-Musikmagazin Dynamite! beantwortete Bandgründer Marcel Bontempi die Frage, was das spezielle Erfolgsrezept der Montesas sei, mit einer lapidaren Aufzählung: „(…) Tanzbare Nummern, kein Gewichse, Gitarren unterm Kinn, Uniform, mehrstimmiger Gesang, ein Set gespickt mit Liedern, die kaum eine andere Band spielt, auch manchmal eine Ballade, sich nicht ernst nehmen, alte Instrumente, alte Verstärker, Choreografie, manchmal Verstärkung durch die Montesitas (die deutschen Shangri-Las), Freundlichkeit auch hinter der Bühne, abgrundtiefe Ablehnung von Heavy Metal und Konsorten, Vergötterung von Western Swing, keine harten Drogen.“
Die Vorteile des Nischenstatus, den die Band für sich anerkennt, erklärte Bontempi in einem Interview mit dem Fanzine Ox mit der geringeren Anfälligkeit gegenüber Zeitmoden sowie demzufolge einem höheren Beständigkeitsfaktor: „Wir als ‚Retro-Band‘ haben jedoch einen enormen Vorteil: Die ‚offizielle‘ Mode geht völlig an uns vorbei, wir speisen uns aus der Anti-Mode oder eben aus unserer Auslegung dessen, was gut und schlecht ist, in unserem selbst eingerichteten Sechziger-Jahre-Exil. Und dabei dürfen wir unser Leben lang bleiben, wie wir sind, und werden wahrscheinlich, so lange die Knochen mitmachen, immer gleich klingen oder gar noch besser, wie in den letzten zehn Jahren geschehen.“

## Diskografie

### Studioalben
- 2001: Hipsville Teen Party
- 2003: Midnight Beat
- 2006: Rockers … Shakers!
- 2010: Wrong Side of Town

### Singles, EPs und Specials
- 2000: Voulez-vous coucher avec moi? (Single)
- 2006: Girl, du machst mich so an! (Single)
- 2010: Aloha from Alpha Centauri (EP)
- 2013: Battle of the Bands (Split-Album)